# Gosforth (Tyne and Wear)
Gosforth – osada w Anglii, w Tyne and Wear, w dystrykcie metropolitalnym Newcastle upon Tyne. Leży 3,7 km od centrum miasta Newcastle upon Tyne i 401,9 km od Londynu. W 2001 miejscowość liczyła 23 620 mieszkańców.